# Phyllophaga fossoria
Phyllophaga fossoria är en skalbaggsart som beskrevs av Ivan T. Sanderson 1951. Phyllophaga fossoria ingår i släktet Phyllophaga och familjen Melolonthidae. Inga underarter finns listade i Catalogue of Life.